# Бријатико
Бријатико (итал. Briatico) је насеље у Италији у округу Вибо Валенција, региону Калабрија.
Према процени из 2011. у насељу је живело 1878 становника. Насеље се налази на надморској висини од 75 м.

## Становништво
| 1931. | 1936. | 1951. | 1961. | 1971. | 1981. | 1991. | 2001. | 2011. |
| ----- | ----- | ----- | ----- | ----- | ----- | ----- | ----- | ----- |
| 4.042 | 4.197 | 4.826 | 4.390 | 4.126 | 4.237 | 4.333 | 4.106 | 3.983 |